# Put Da Needle To Da Records

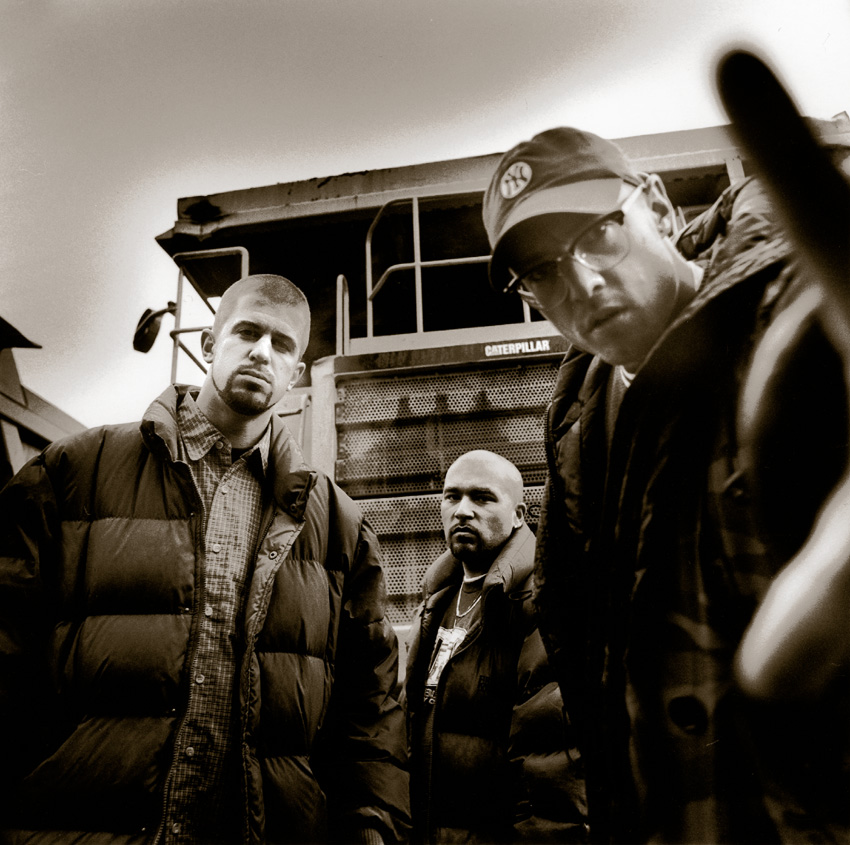
Peter Sreckovic (links) mit STF (1999)

Put Da Needle To Da Records (PDNTDR) war ein deutsches Hip-Hop-Label aus Aachen. Es wurde 1996 von Peter Sreckovic gegründet, um die Veröffentlichung seines Albums Ich und MC Bibabutz zu ermöglichen. In den nachfolgenden Jahren entwickelte es sich mit Neuentdeckungen wie Creutzfeld & Jakob, der Ruhrpott AG oder Kool Savas zu einem der bekanntesten Underground-Label im deutschsprachigen Hip-Hop.
Nachdem Verhandlungen mit finanzstarken Partnern gescheitert waren, geriet das Label in finanzielle Schwierigkeiten, worauf die meisten Künstler das Label im Streit verließen. Kool Savas nahm gemeinsam mit Germany vom Klan einen Track gegen Peter auf, in welchem Sreckovic Betrug vorgeworfen wurde.

## Schreibweise
Sowohl auf Covern, als auch auf ihrer Webseite wurde der Name in Versalien gesetzt. Teils wurde auch die Abkürzung PUT DA NEEDLE gewählt. Musikzeitschriften und -webseiten wählten allerdings häufig die Schreibweise Put Da Needle To Da Records.

## Künstler
Folgende Künstler standen unter Vertrag:
- Kool Savas
- Ruhrpott AG
- Der Klan
- Creutzfeld & Jakob
- STF
- Lenny[2]

Weiterhin wurden Platten folgender Künstler veröffentlicht:
- La Familia (Stieber Twins, Curse, Raid, STF, Tatwaffe)
- Raid

Auf dem Sublabel Home Recordings wurden folgende Künstler veröffentlicht
- Absztrakkt[3]
- Taktloss
- Westberlin Maskulin
- Mopz & Melmark
- Dreigestirn